# Jurij Kowschow
Jurij Oleksandrowytsch Kowschow (ukrainisch Юрій Олександрович Ковшов; * 5. September 1951 in Serhetabat, TuSSR) ist ein ehemaliger ukrainischer Dressurreiter.

## Karriere
Kowschow wurde als Sohn eines Berufssoldaten geboren, der zum Zeitpunkt seiner Geburt im turkmenischen Serhetabat stationiert war. 1961 zog die Familie nach Taschkent, wo Kowschow 1965 mit dem Reitsport begann. Kurz darauf nahm sein Vater eine Tätigkeit an einer Reitschule in Luhansk auf, woraufhin die Familie dorthin übersiedelte. 1973 kehrte Kowschow nach Taschkent zurück. Bei der Völkerspartakiade 1975 belegte er den zehnten Platz, was zu seiner Berufung in die sowjetische Nationalmannschaft führte. Für die Olympischen Spiele 1976 wurde er mit Verweis auf sein Alter noch nicht nominiert. 1979 schloss er sein Studium am Usbekischen Staatlichen Institut für Körperkultur ab.
Bei den Olympischen Spielen 1980 in Moskau gewann Kowschow mit dem Pferd Igrok die Goldmedaille mit der sowjetischen Mannschaft und sicherte sich zudem die Silbermedaille in der Einzelwertung. Acht Jahre später nahm er erneut an den Olympischen Spielen teil und belegte in Seoul mit Barin den 28. Platz im Einzel sowie Rang vier mit der Mannschaft. Bei den Weltmeisterschaften 1990 in Stockholm gewann er mit Buket Mannschaftssilber.
Auch bei Europameisterschaften errang Kowschow mehrere Medaillen in der Mannschaftswertung. 1981 holte er mit Igrok Bronze, 1985 mit Buket erneut Bronze sowie 1989 und 1991 jeweils Silber. 1980 wurde er sowjetischer Meister in der Einzelwertung und gewann zwischen 1980 und 1986 sieben weitere sowjetische Meistertitel mit der Mannschaft. Für seine Erfolge im Jahr 1980 wurde er zudem als Verdienter Meister des Sports der UdSSR ausgezeichnet. Im selben Jahr und erneut 1984 erhielt er das Zeichen der Ehre.
Nach dem Zusammenbruch der Sowjetunion arbeitete Kowschow kurzzeitig als Reitlehrer in Deutschland, kehrte jedoch bald in die Ukraine zurück. Ab 1995 war er als Trainer von Switlana Kysseljowa tätig. Seine letzte Teilnahme an einem internationalen Wettbewerb hatte er bei den Weltreiterspielen 2006, wo er im Einzel den 62. Platz und mit der Mannschaft Rang 17 belegte.